# Лисець (Кам'янець-Подільський район)

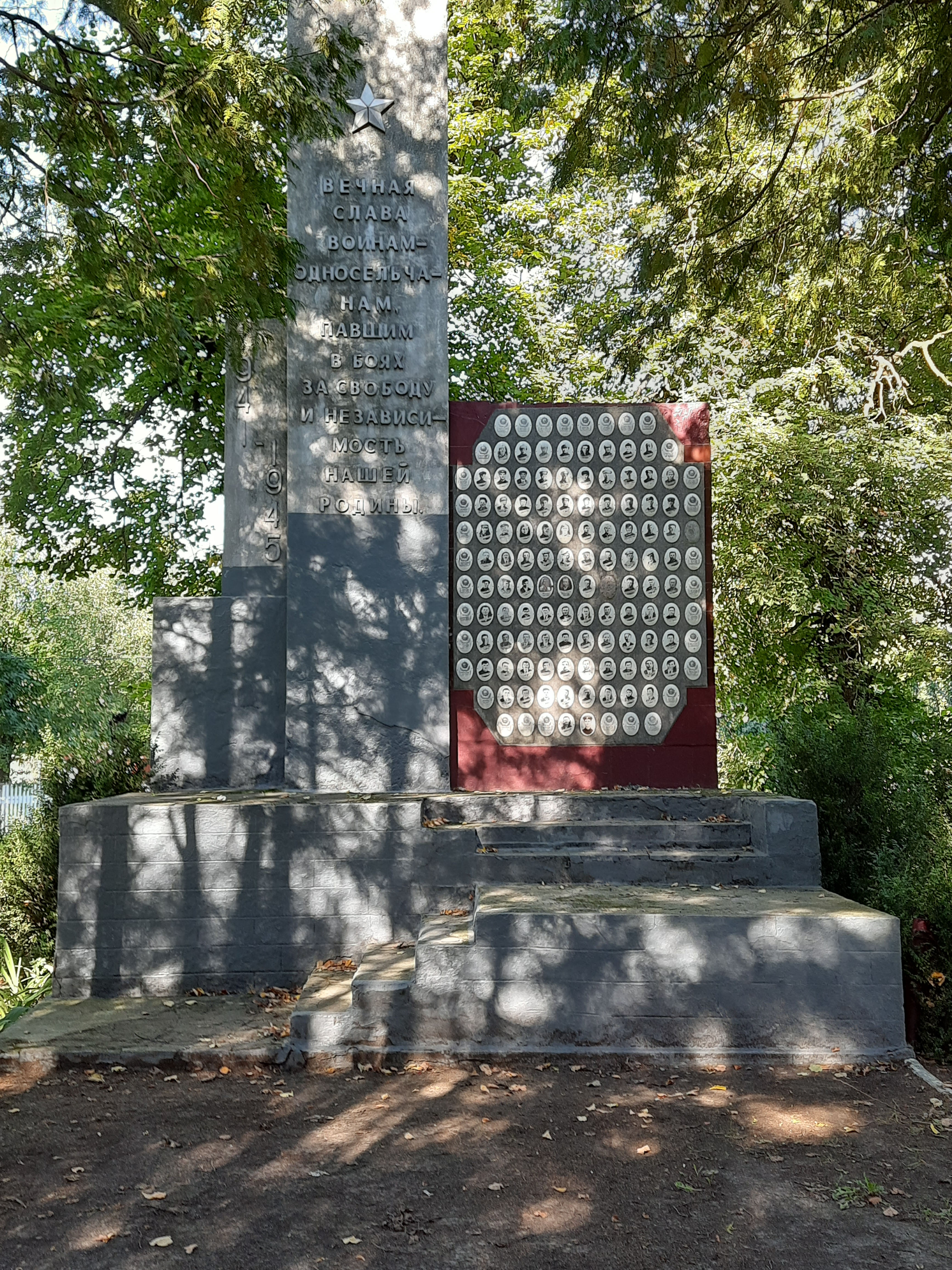

Лисе́ць — село в Україні, у Дунаєвецькій міській територіальній громаді Кам'янець-Подільського району Хмельницької області.

## Герб
Опис: Центральним елементом герба є гербовий щит синього кольору. Синій колір символізує мир, спокій, злагоду. Щит поділений на 2 частини горизонтальною хвилястою лінією, яка символізує річку Бобравку. Верхню частину гербового щита займає стилізоване зображення ластівки — символ нестримного руху вперед, символ волі і працелюбства. В нижній частині гербового щита розташовано композицію із трьох яблук, що підкреслює вирощування, заготівлю і продаж плодів садівництва жителями села. Знизу і з боків гербовий щит обрамляє стилізоване золоте дубове листя — символ могутності, сили, довголіття. Зверху гербовий щит обвиває синя стрічка з написом «с. Лисець». Геральдичну композицію вінчають 5 пшеничних колосків, які символізують багатство, славу, мудрість, добро і красу.
Автор: Мастикаш М. В.
Критика: Існує ряд фактів недотримання геральдичних стандартів: 1) Французький щит має неканонічні пропорції та не використовується в новітній геральдичній традиції населених пунктів України; 2) Ластівка летить в негеральдичний бік (вліво); 3) Девізна стрічка міститься, за правилами, за щитом, а не над ним.

## Назва
Найбільш ймовірно, що назва походить від назви одного з пагорбів на якому були відсутні насадження та засноване поселення.

## Географія
Подільське село Лисець розкинулось на подільській височині в південно-західній частині України, за 50 кілометрів автодорогами від Кам'янця-Подільського. Селом протікає річка Безіменна, права притока Ушиці. Село обгортають такі населені пункти: село Велика Побійна на півночі, Заголосна на північному заході, Тимків на сході, на півдні Сокілець та Великий Жванчик на заході.

### Клімат
Лисець знаходяться в межах вологого континентального клімату із теплим літом у так званому «теплому Поділлі», тут весна настає на 2 тижні раніше.

## Історія
Лисець згадується в реєстрі димів (податкових одиниць) Подільського воєводства за 1493 рік. Воно було королівським маєтком і входило до Кам'янецького староства. Однак немає сумнівів, що село існувало і раніше. У XVI столітті орендар Юрій Телефус збудував замок — його зруйнували волохи.
20 вересня 1442 року польський король Владислав III Варненчик надав Митку Зарубичу село Лисець (Lisyecz) Кам'янецького повіту на ленному праві.

Братська могила радянських солдатам загиблим у Другій світовій війні

Найпоширенішою галуззю економіки Лисця було землеробство, яке мало тут давні традиції. 1798 року село було надане у тимчасове користування строком на 50 років Яну Ратиборському.
У 1860 році священик, вперше Лисецький піп згадується у документах за 1565 рік, Лисецької церкви «Пресвятої Богородиці», збудована у 1721 році, дерев'яна триверха, запропонував селянам віддати своїх дітей на навчання, при цьому наголосив, що навчати буде безкоштовно, а книги купуватиме за власні кошти; священик відкрив школу з приходом осені. В цей період село мало власне ґмінне управління, що керувало навколишніми селами та володіло більш ніж 5000 десятин землі.
Селяни були звільнені від кріпосного права в 1861 році.
Внаслідок поразки визвольних змагань українського народу на початку XX століття, село надовго окуповане російсько-більшовицькими загарбниками.
Радянська окупація принесла колективізацію та розкуркулення, мешканці села зазнали репресій.
За новим територіально-адміністративним поділом 1925 року, Лисець ввійшов до Новоушицького району Кам‘янець–Подільського округу.
В 1932–1933 селяни села пережили сталінський голодомор.
Роки Великого терору 1936-1937 вбито осіб різних національностей і професій, багато людей було виселлено як сім'ї «ворогів народу».
По закінченню Другої світової війни у 1946—1947 роках мешканці села вчергове пережили голод.
Радянський період у селі знаходився колгосп, який в свій час обробляв 1,4 тис. гектарів орної землі, вирощував зернові і цукрові буряки, розводили велику рогату худобу та свиней. В той час у селі функціонували: середня школа, клуб, бібліотека, народний музей, фельдшерсько-акушерський пункт, профілакторій, готель, майстерня побутового обслуговування.
З 1991 року в складі незалежної України.
З 13 серпня 2015 року шляхом об'єднання сільських рад Лисець увійшов до складу Дунаєвецької міської об'єднаної територіальної громади.
Восени 2019 року громада Лисця виграла головний приз у конкурсі «Неймовірні села України» і в жовтні на околиці села навколо водоспаду висадили 600 декоративних рослин.
У 2020 році село разом зі громадою увійшло до утвореного нового Кам'янець-Подільського району.
2022 році селі демонтували пам'ятник комуністу Володимиру Затонському. Він брав активну участь у більшовицькому захопленні влади в Україні та затято боровся проти Української Центральної Ради. А в 1932 році був призначений відповідальним за виконання хлібозаготівель в деяких областях України. Затонський захоплено нищив національну культуру, сприяв необґрунтованій зміні українського правопису 1933 року, схвалював репресії проти «ідеологічно невитриманих» працівників освіти, керував демонтажем мозаїки і фресок Михайлівського Золотоверхого монастиря та причетний до русифікації України.

## Водоспад Бурбун

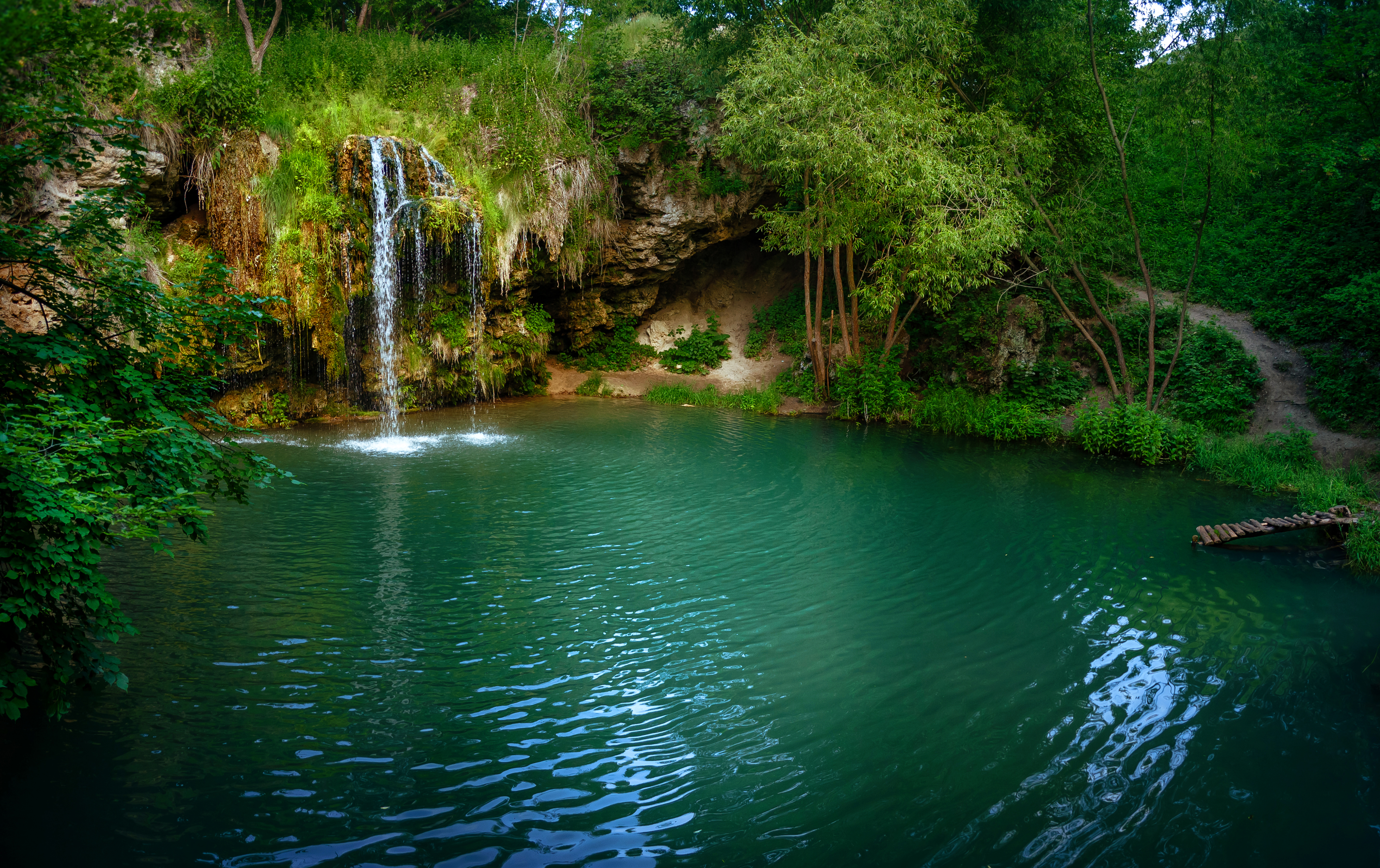
Водоспад Бурбун

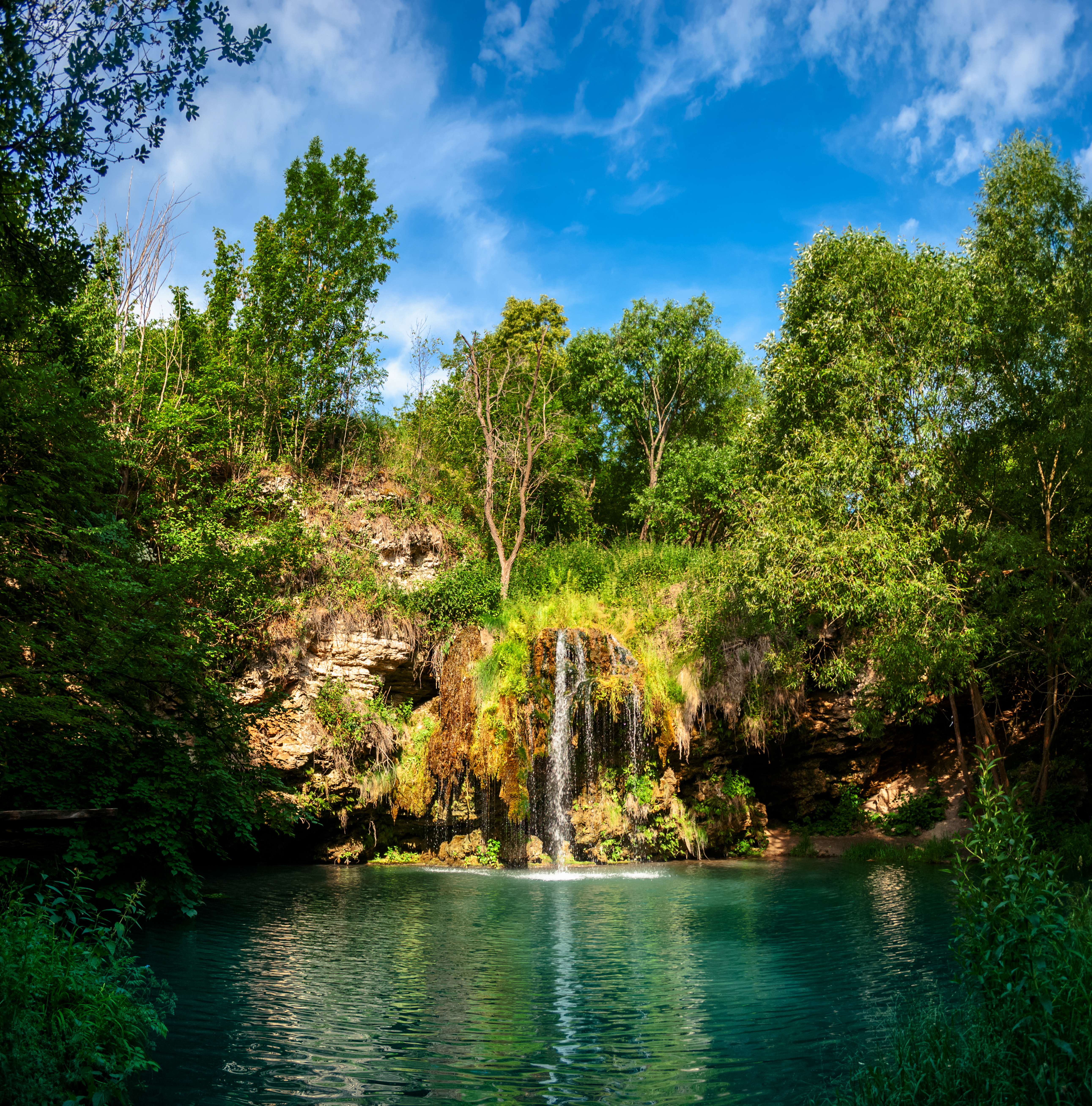
Панорама водоспад Бурбун

Водоспад Бурбун розташований в каньйоні річки Бобрівка (Бобравка, Бобровець) біля села Лисець, у північній його околиці. Довкола водойми росте багато дерев та чагарників, котрі захищають ущелину від теплих сонячних променів. Температура води в озері досить низька навіть в теплі дні.
Село Лисець разом зі водоспадом Бурбун увійшло до півфіналу сіл в конкурсі «Неймовірні села України-2019».

## Населення
Лисець був значним населеним пунктом, так у 1889 році в ньому нараховувалось 410 дворів, де проживало 2402 жителя.
За даними Всесоюзного перепису 1926 року в Лисці нараховувалось 563 двори, проживало 2146 жителів.
У 1970 роках населення складало — 1628 людей.
Кількість наявного населення за переписом 1989 року в селі склало 1202 особи.
За переписом населення України 2001 року в селі мешкало 964 особи (465 дворів)..
Згідно перепису 2015 року в селі мешкало 924 особи.

### Мова
У селі поширена західноподільська говірка, що належить до подільського говору, який своє чергою належить до південно-західного наріччя.
100 % населення вказало своєю рідною мовою українську мову за даними перепису 2001 року.

## Світлини

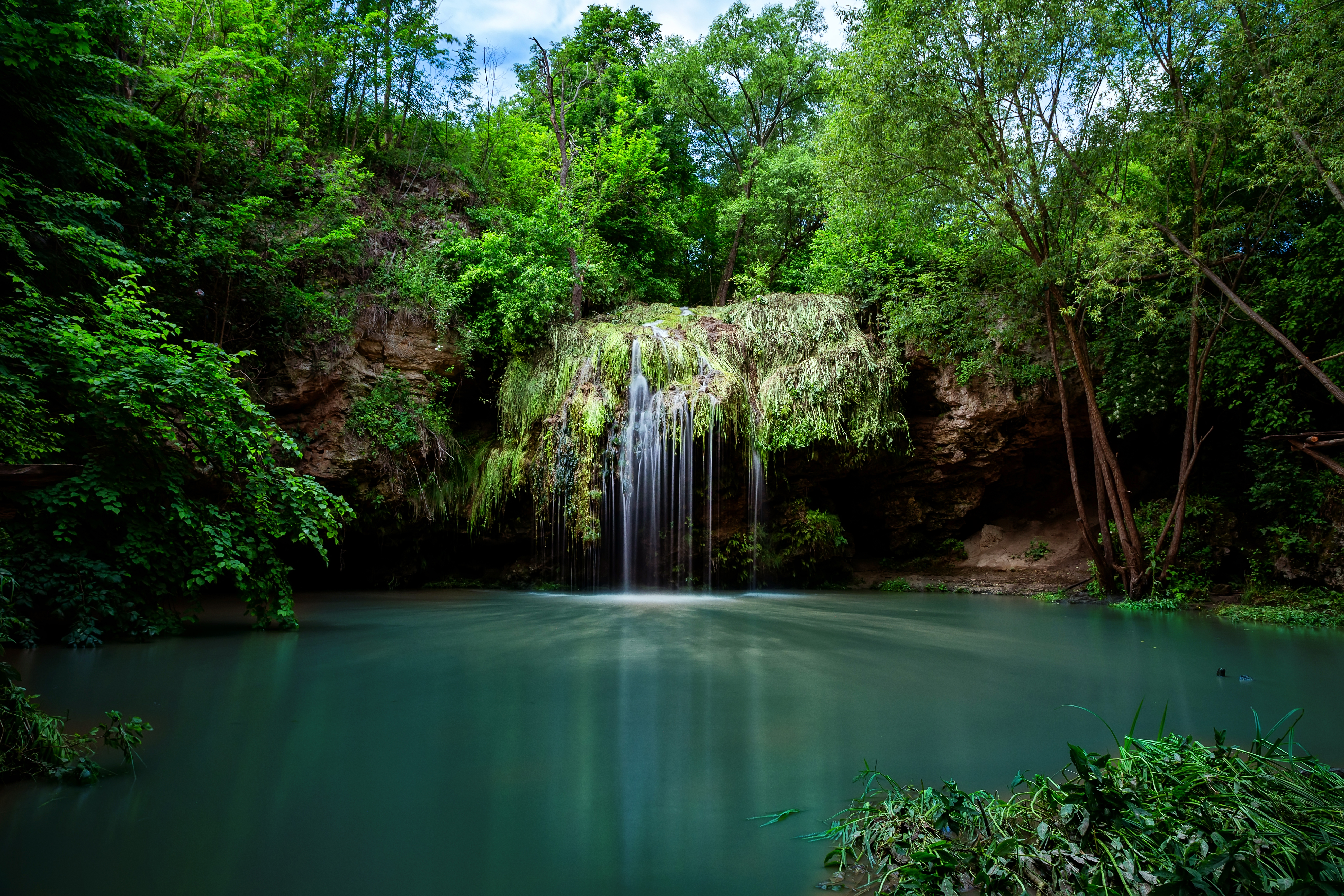
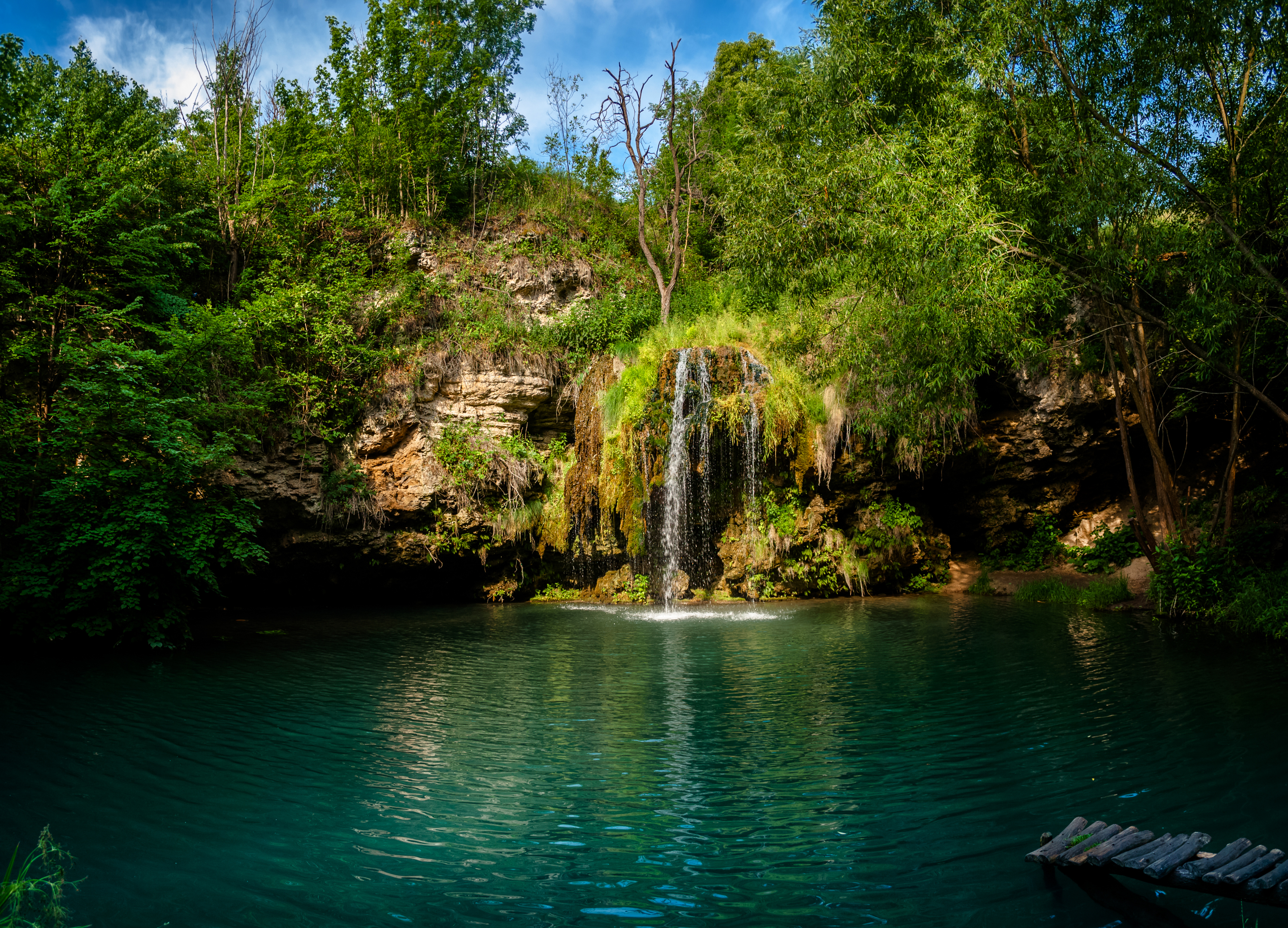
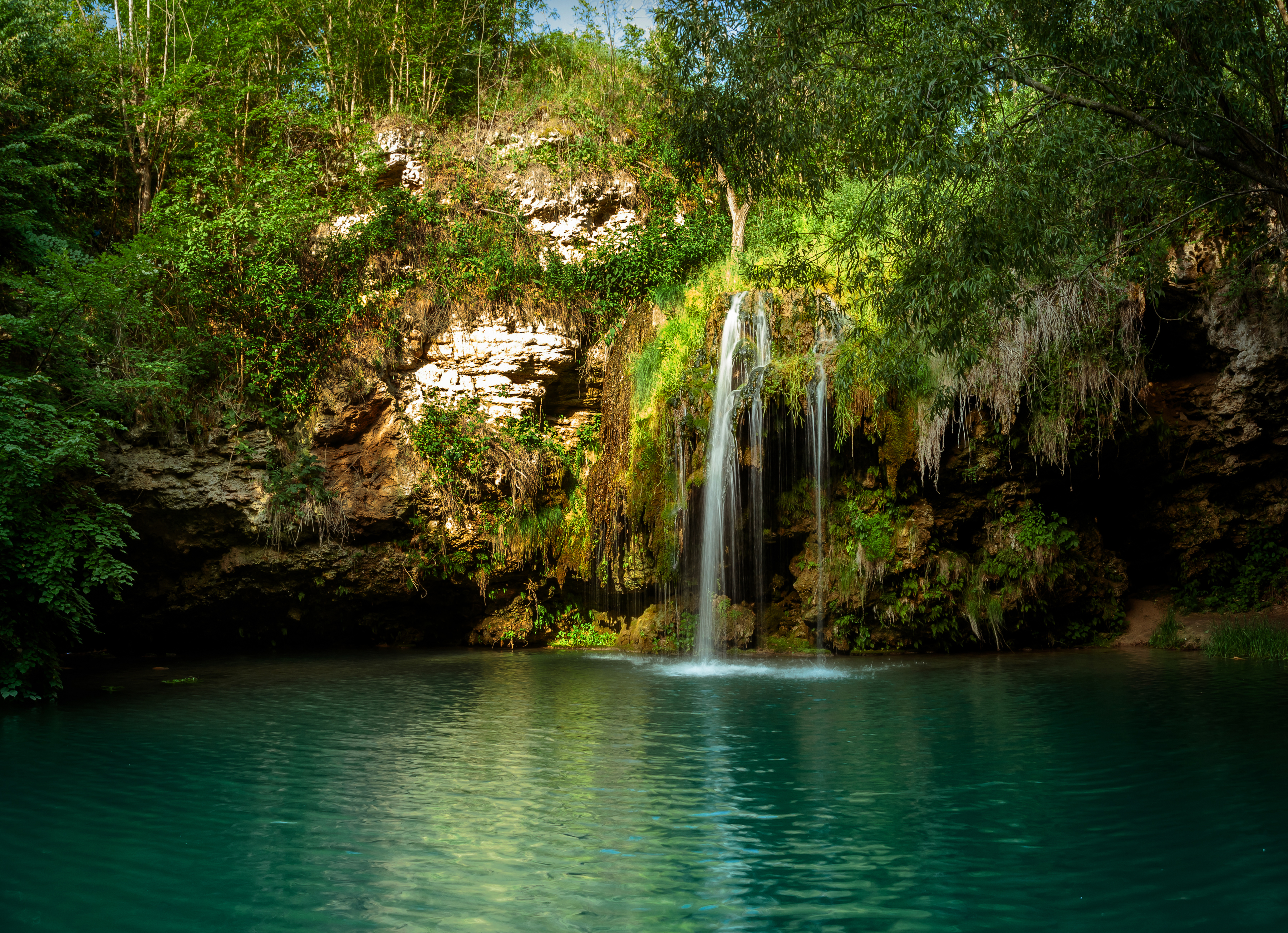
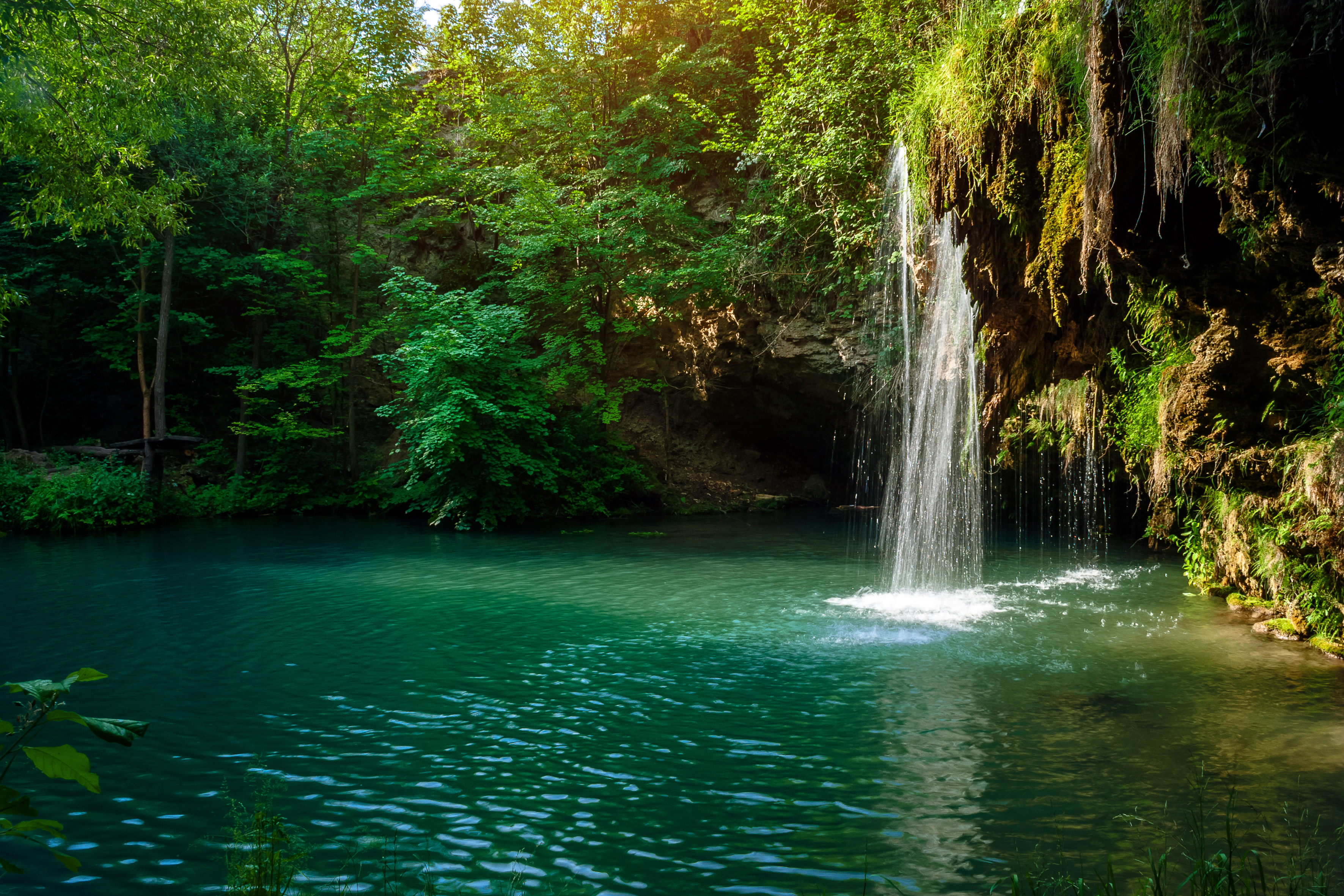
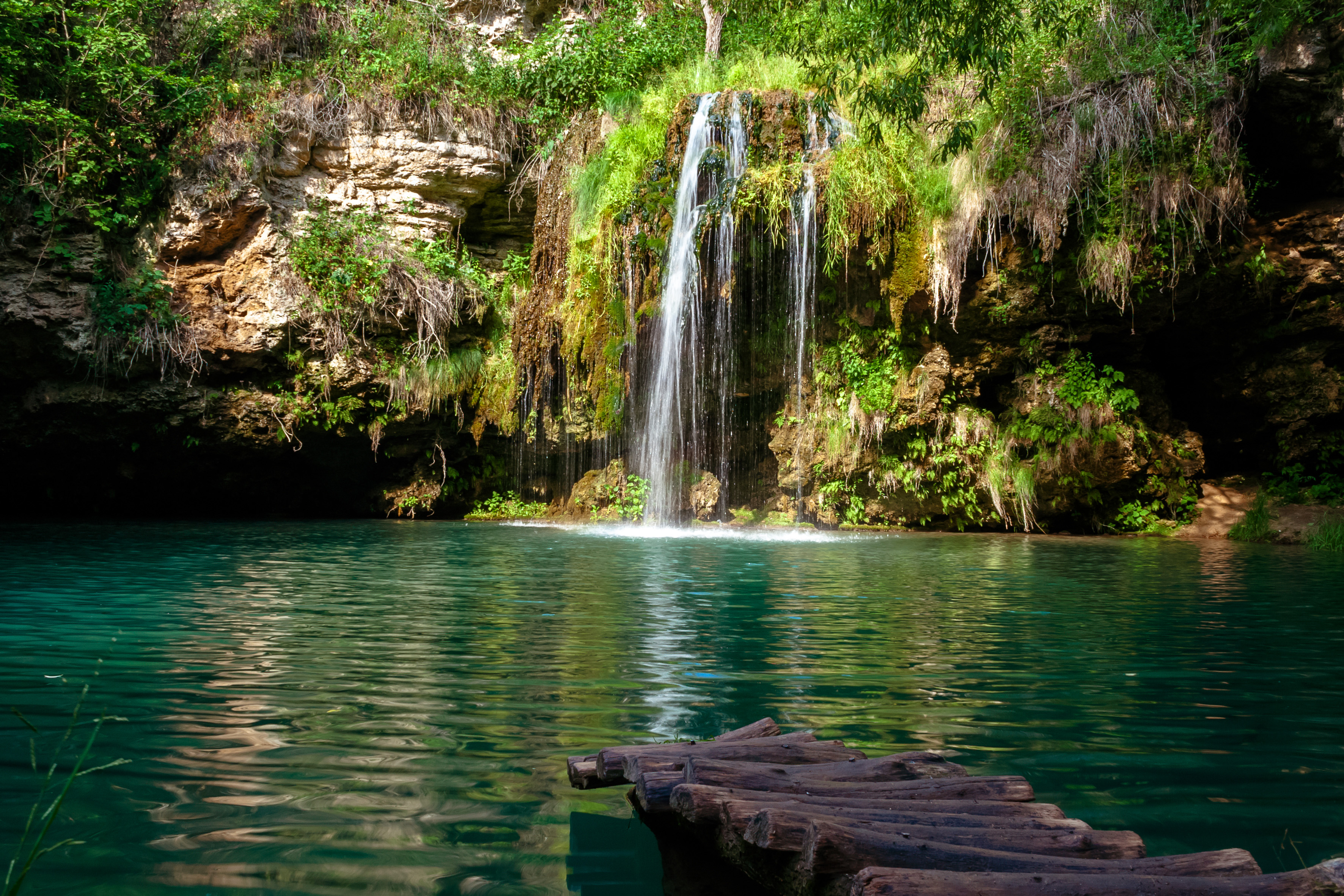
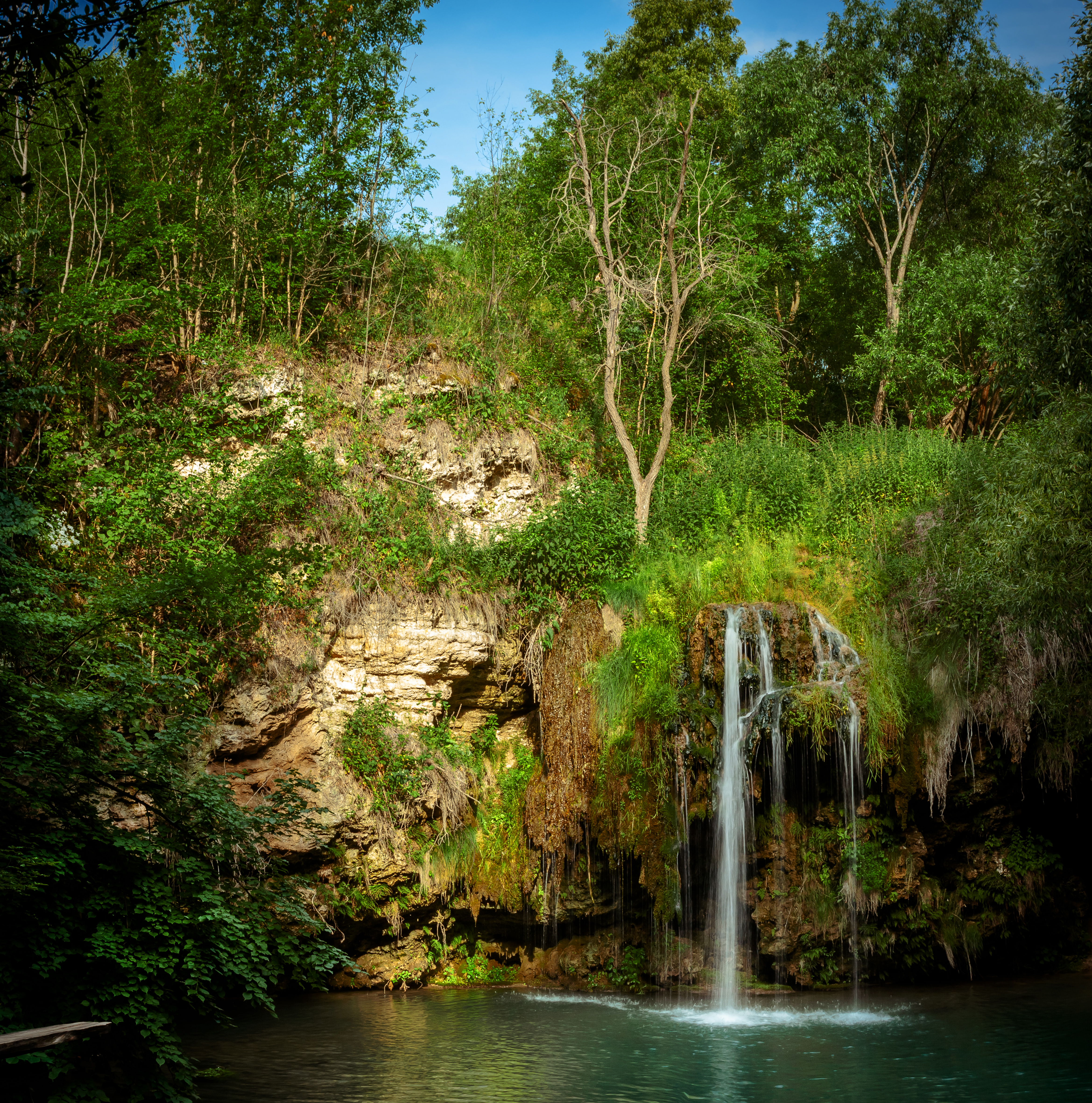
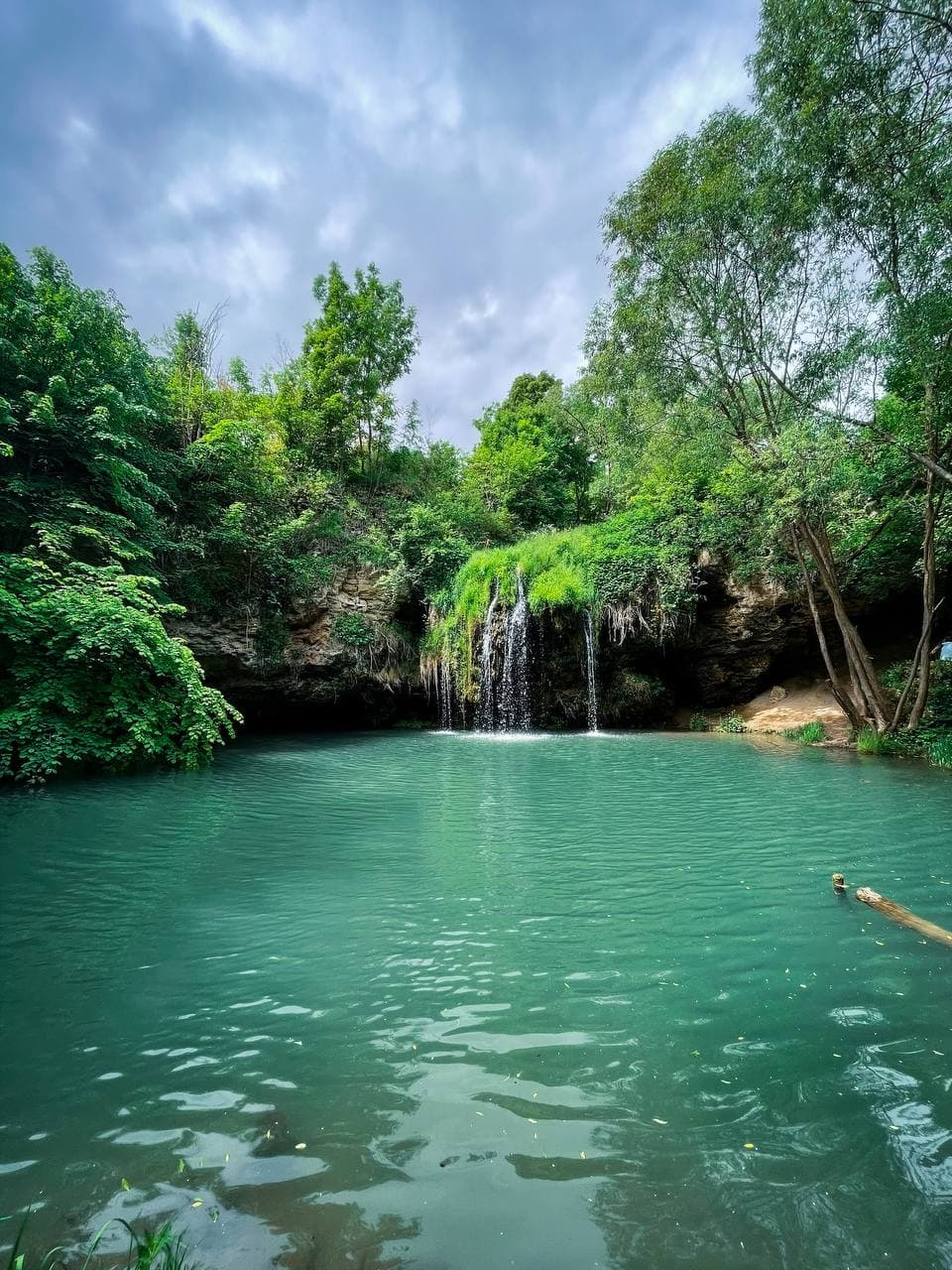

## Відомі люди

### Народилися
- Весела Людмила Михайлівна — українська поетеса.
- Затонський Володимир Петрович (1888—1938) — український державний і партійний діяч.
- Михайло Васильович Мастикаш (1946) — член Національної спілки художників України, автор гербів Хмельницької області, села Лисець.
- Телячий Юрій Васильович (1970 — 2025) — доктор історичних наук, член Президії Національної спілки краєзнавців України, Заслужений працівник культури України, перший проректор Національної академії керівних кадрів культури і мистецтв.
- Жовнір Артем — український бойовий медик аеромобільного взводу.

### Мешкали
- Борзаківська-Медведюк Маргарита Георгіївна (1924) — українська поетеса.
- Овчарук Володимир Борисович — молодший лейтенант, командир взводу 3-го батальйону 51-ї окремої механізованої бригади Сухопутних військ ЗС України; загинув під час проведення антитерористичної операції на сході України.